# Etiopie na Letních olympijských hrách 1972
Etiopie se účastnila Letní olympiády 1972 v německém Mnichově ve třech sportech.

## Medailisté
| Medaile | Jméno         | Sport    | Soutěž               |
| ------- | ------------- | -------- | -------------------- |
| Bronz   | Miruts Yifter | Atletika | Muži běh na 10 000 m |
| Bronz   | Mamo Wolde    | Atletika | Muži maraton         |